# Phytomyza alpina
Phytomyza alpina este o specie de muște din genul Phytomyza, familia Agromyzidae, descrisă de Franz Groschke în anul 1957. Conform Catalogue of Life specia Phytomyza alpina nu are subspecii cunoscute.